# Bahnstrecke Falkenstein–Muldenberg
| Ausschnitt der Streckenkarte Sachsen von 1902 |                         |                             |                      |
| Streckennummer: | 6649; sä. FM            |                             |                      |
| Kursbuchstrecke (DB): | 539                     |                             |                      |
| Kursbuchstrecke: | 142g (1934) 171n (1946) |                             |                      |
| Streckenlänge: | 10,274 km               |                             |                      |
| Spurweite: | 1435 mm (Normalspur)    |                             |                      |
| Streckenklasse: | CM4                     |                             |                      |
| Maximale Neigung: | 20 ‰                    |                             |                      |
| Minimaler Radius: | 245 m                   |                             |                      |
| Streckengeschwindigkeit: | 80 km/h                 |                             |                      |
| |                         |                             |                      |
| \| \| \| von Zwickau \| \| \| \| \| von Herlasgrün \| \| \| \| −0,061 \| Falkenstein (Vogtl) \| 552 m \| \| \| \| nach Oelsnitz/Vogtl. \| \| \| \| 6,763 \| Grünbach (Vogtl) (ehem. Bf) \| 675 m \| \| \| \| von Chemnitz–Aue \| \| \| \| 10,213 \| Muldenberg \| 692 m \| \| \| \| nach Adorf \| \| |                         |                             |                      |
| Strecke |                         | von Zwickau                 | von Zwickau          |
| Abzweig geradeaus und von rechts |                         | von Herlasgrün              | von Herlasgrün       |
| Bahnhof | −0,061                  | Falkenstein (Vogtl)         | 552 m                |
| Abzweig geradeaus und ehemals nach rechts |                         | nach Oelsnitz/Vogtl.        | nach Oelsnitz/Vogtl. |
| Haltepunkt / Haltestelle | 6,763                   | Grünbach (Vogtl) (ehem. Bf) | 675 m                |
| Abzweig geradeaus und ehemals von links |                         | von Chemnitz–Aue            | von Chemnitz–Aue     |
| Dienststation / Betriebs- oder Güterbahnhof | 10,213                  | Muldenberg                  | 692 m                |
| Strecke |                         | nach Adorf                  | nach Adorf           |

Die Bahnstrecke Falkenstein–Muldenberg ist eine Nebenbahn in Sachsen, welche als Verbindungsbahn zwischen den heute nur noch teilweise in Betrieb befindlichen Strecken Herlasgrün–Oelsnitz und Chemnitz–Adorf errichtet wurde. Sie beginnt in Falkenstein/Vogtl. und führt über Grünbach nach Muldenberg.

## Geschichte
Bereits vor dem Bau der 1865 eröffneten Strecke Herlasgrün–Oelsnitz(–Eger) wurde über eine Bahnverbindung Richtung Schöneck nachgedacht. Während der Bauzeit der 1875 eröffneten Chemnitz-Aue-Adorfer Eisenbahn wurde eine Verbindung zwischen beiden Strecken projektiert. Die Zwickau-Lengenfeld-Falkensteiner Eisenbahn-Gesellschaft (ZLF) erhielt daraufhin 1873 die Konzession für die Verlängerung ihrer Bahnstrecke bis Schöneck. Neben einer besseren Anbindung der Region um Klingenthal an das Oberzentrum Zwickau sollte die neue Strecke auch der billigeren Einfuhr der böhmischen Kohle aus dem Falkenauer Becken dienen. Aufgrund finanzieller Schwierigkeiten der ZLF konnte das Projekt aber nicht realisiert werden.
Die lange geforderte Verbindungsbahn wurde schließlich Ende der 1880er Jahre vom sächsischen Landtag genehmigt. Auch sollte die Strecke nicht wie ursprünglich geplant in Hammerbrücke, sondern in einer neuen Station zwischen Hammerbrücke und Schöneck eingebunden werden, damit wurde auch die Streckenführung um einige Kilometer verkürzt.
Im Frühjahr 1890 begann der Bau der Verbindung als normalspurige Sekundärbahn. Die Trassierung entlang der Flanken des Göltzschtales erforderte umfangreiche Erdarbeiten, ansonsten kam die neue Strecke ohne größere Kunstbauten wie Brücken und Tunnel aus. Eröffnet wurde die Strecke am 15. November 1892.
Mitte der 1990er Jahre wurde die Strecke als Teilstück der Verbindung Reichenbach/Zwickau–Adorf/Klingenthal durch den Freistaat Sachsen als Pilotprojekt für die Revitalisierung einer stilllegungsgefährdeten Nebenbahn ausgewählt. Nach einer umfassenden  Gleiserneuerung in den Jahren 1996/97 konnte die Streckengeschwindigkeit auf 80 km/h angehoben werden.
Seit 1997 wird die Strecke nur noch von der privaten Vogtlandbahn im SPNV bedient. Güterverkehr findet seit Mitte der 1990er Jahre nicht mehr statt.
Die Vogtlandbahn betreibt diese Strecke als Linie RB1 mit der Relation Zwickau–Falkenstein–Kraslice(–Sokolov) bzw. RB5 mit der Relation Mehltheuer–Plauen–Falkenstein–Klingenthal–Kraslice(–Sokolov). Auf dieser Strecke fahren bis Dezember 2019 weiterhin Triebwagen des Typs RegioSprinter.
Im Dezember 2019 findet im Vogtlandbahnnetz auf den Linien RB1 und RB5 ein Fahrzeugwechsel statt. Die alten RegioSprinter der Vogtlandbahn verkehren nicht mehr im Vogtland, sondern werden modernisiert und auf den neu gewonnenen nordböhmischen Strecken eingesetzt.

## Betriebsstellen
Falkenstein (Vogtl) ⊙

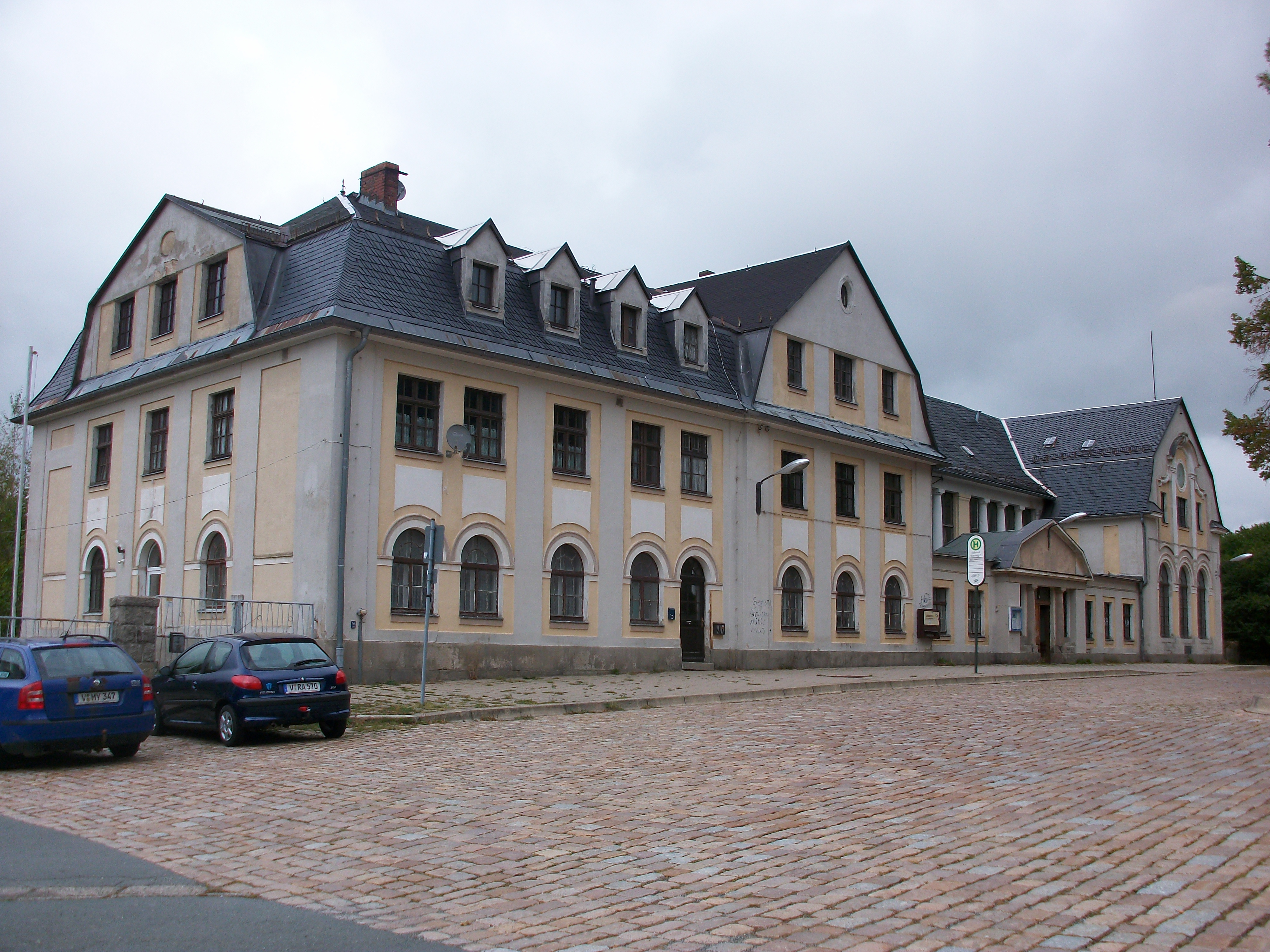
Bahnhof Falkenstein (Vogtl), Empfangsgebäude (2016)

Der Bahnhof Falkenstein (Vogtl) wurde bei der Eröffnung der Bahnstrecke Herlasgrün–Oelsnitz(–Eger) von Voigtländischen Staatseisenbahn 1865 nur als einfache Kreuzungs- und Wasserstation gebaut. Mit Eröffnung der Bahnstrecke Zwickau–Falkenstein der kurz darauf verstaatlichten ZLF wurde Falkenstein 1875 zum Inselbahnhof, da die ZLF ihre Bahnhofsanlagen südlich (und damit auf der anderen Seite) des bestehenden Bahnhofs baute.
Obwohl zuvor schon mehrfach erweitert, wurde der Bahnhof ab 1908 vollständig umgebaut. Dabei entstand auch das heutige Empfangsgebäude.
Ebenfalls schon beim Privatbahnbau wurde 1875 hier ein Heizhaus und Lokomotivbehandlungsanlagen errichtet. Diese Anlagen waren der Ausgangspunkt des späteren circa 20 Jahre selbstständigen Bahnbetriebswerkes Falkenstein.
Ende der 1990er Jahre wurden die Gleisanlagen wesentlich reduziert. Heute sind im Bahnhof bloß noch drei durchgehende Gleise vorhanden, alle restlichen Gleise enden stumpf.
Grünbach ⊙

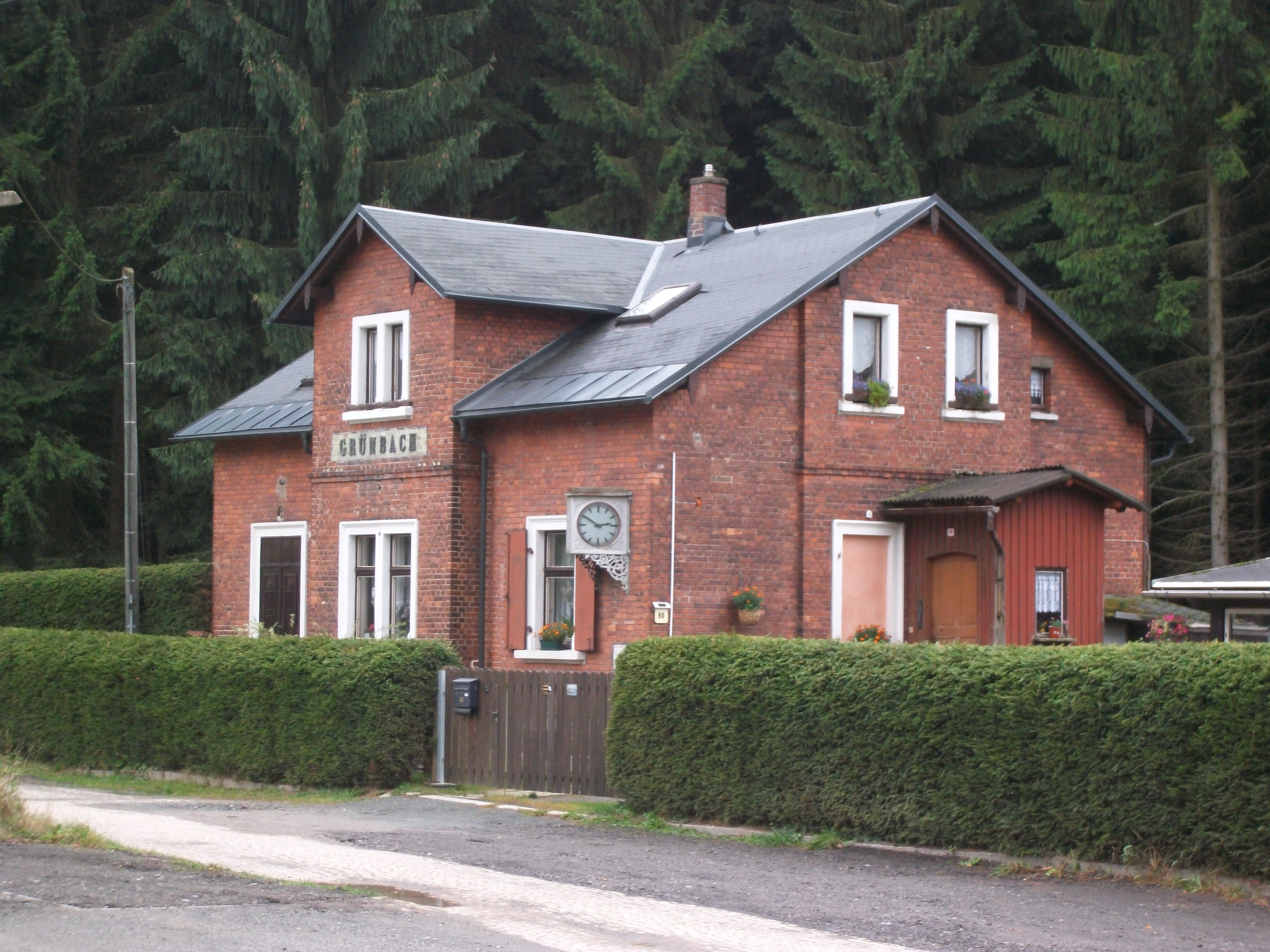
Haltepunkt Grünbach (Vogtl), Empfangsgebäude (2016)

Der Haltepunkt Grünbach ist die einzige Zwischenstation der Bahnstrecke. Sie wurde vor allem für den Holzversand eingerichtet. Zunächst bestand die Haltestelle Grünbach aus drei durchgehenden Gleisen mit zwei Bahnsteigen und einem Stumpfgleis. Ein Empfangs-, ein Wirtschaftsgebäude, ein Freiabtritt und ein Güterschuppen sowie ein Schuppen für feuergefährliches Ladegut waren die einzigen Hochbauten.
Der Verkehr blieb aber stets unbedeutend, 1913 wurden beispielsweise rund 40.000 Reisende gezählt und circa 9.000 t Güter umgeschlagen.
Im Mai 1970 wurden alle Gleise bis auf das durchgehende Hauptgleis abgebaut. Damit einher ging die Zurückstufung zum Haltepunkt.
Muldenberg ⊙

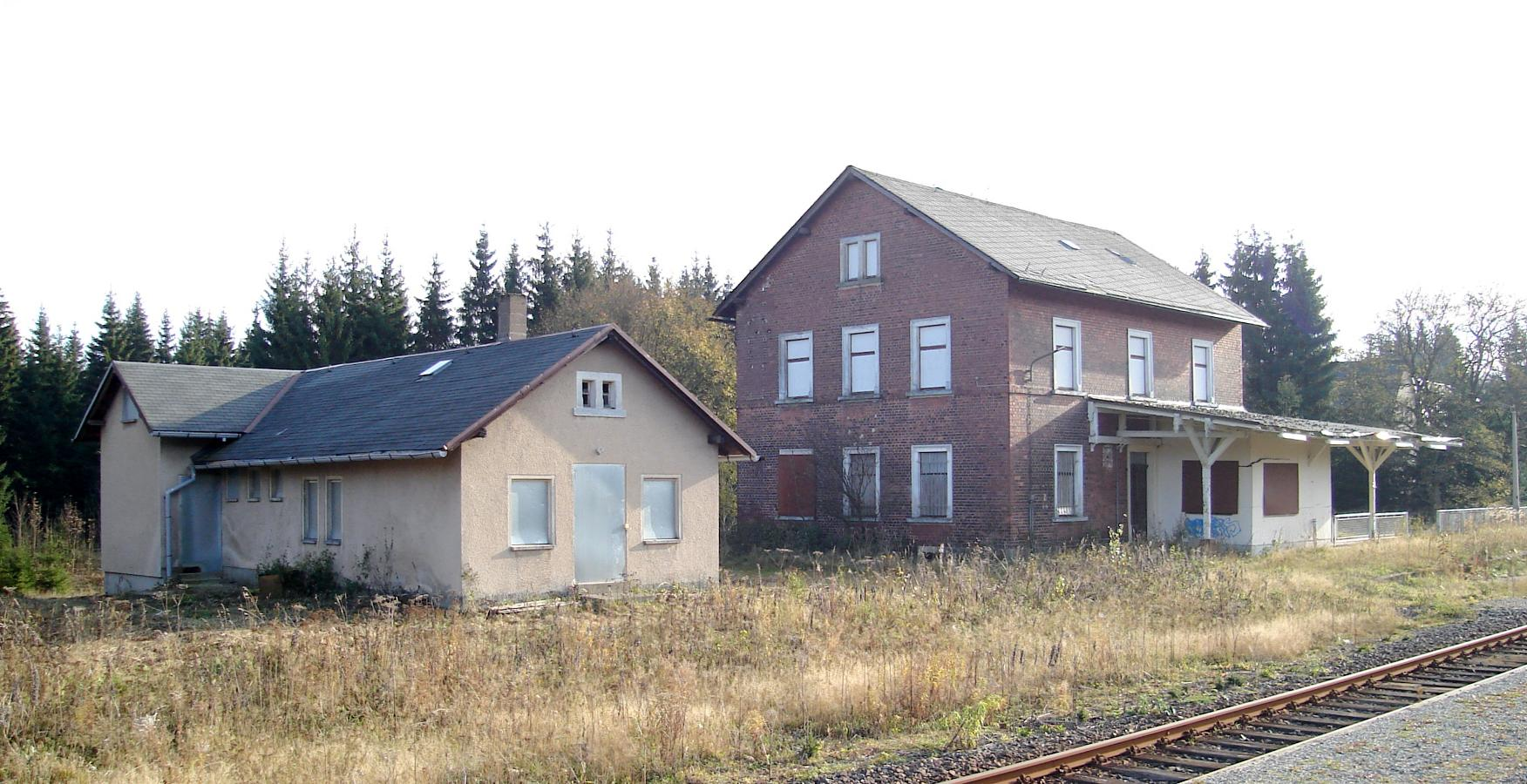
Wirtschafts- (links) und Empfangsgebäude (rechts) des Bahnhofes in Muldenberg

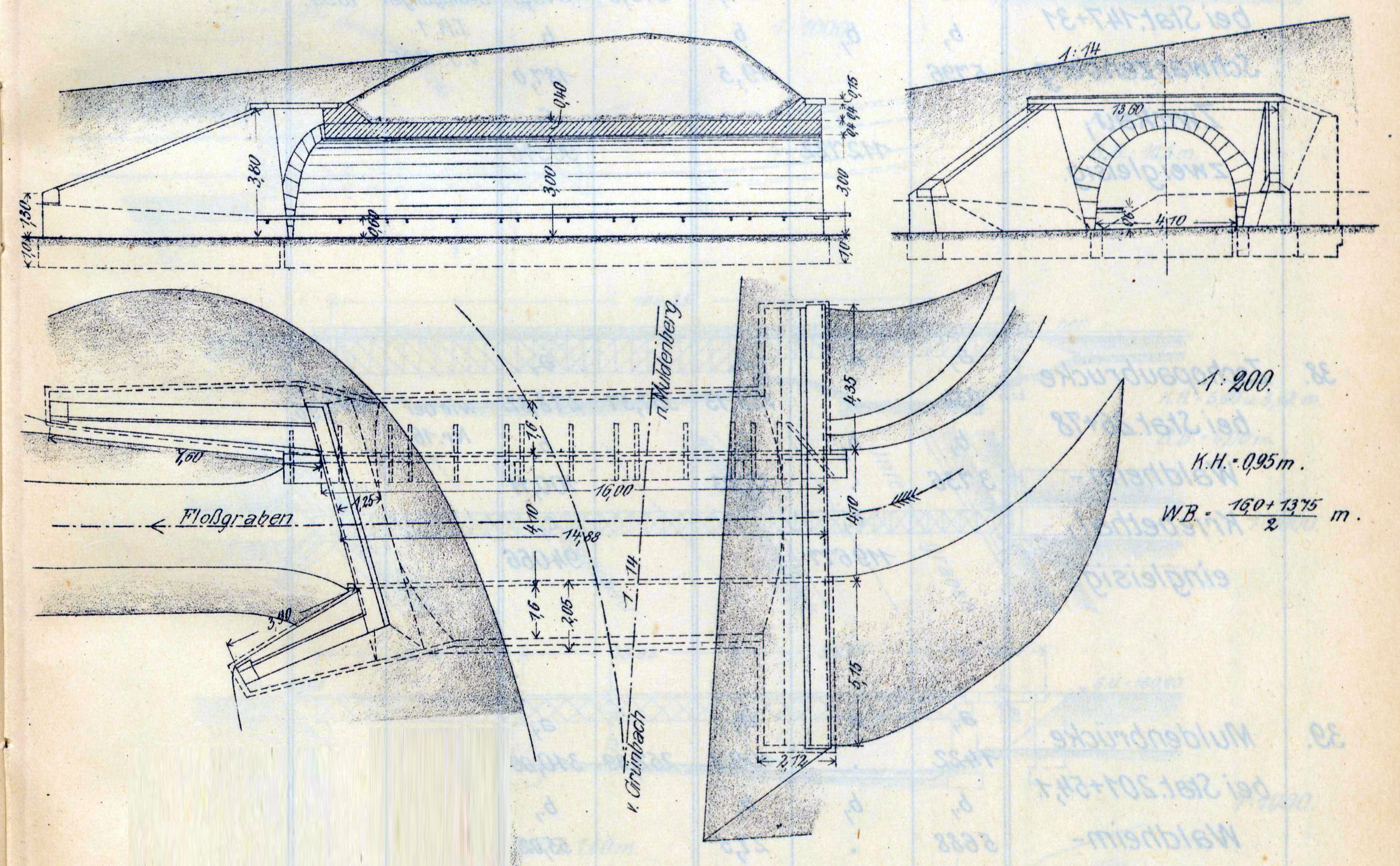
Floßgrabenbrücke für die Zufahrtsstraße auf Bahnhof Muldenberg (1911)

Mit dem Bau der Bahnstrecke wurde in Muldenberg ein Trennungsbahnhof an der schon bestehenden Bahnstrecke Chemnitz–Adorf errichtet. Die 1892 eröffnete Station liegt etwa zwei Kilometer entfernt von der namensgebenden Ortschaft Muldenberg mitten im Wald. Heute dient die Station noch als Kreuzungsbahnhof, die Weiche nach Schönheide Ost ist seit 1997 ausgebaut.
Nachdem der Bahnhof Muldenberg vom ZVV als Halt abbestellt worden ist, wurden der Hausbahnsteig und der Reisendenübergang zurückgebaut. Der Bahnhof kann aber noch für Zugkreuzungen benutzt werden. Es gibt auf kommunaler Ebene Pläne, in veränderter Lage einen neuen, kostengünstigen Bahnsteig zu errichten.